# Ambalarondra
Ambalarondra is een plaats en commune in het oosten van Madagaskar, behorend tot het district Brickaville, dat gelegen is in de regio Atsinanana. Tijdens een volkstelling in 2001 telde de plaats 11.623 inwoners.